# 鐵城 (阿拉巴馬州)
鐵城（英語：Iron City）是一個位於美國阿拉巴馬州卡爾霍恩縣的非建制地區。該地的面積和人口皆未知。

## 地理
鐵城的座標為33°40′04″N 85°39′51″W / 33.667778°N 85.664167°W，而該地最高點為海拔高度229米（即751英尺）。